# FC Sachsen Leipzig
FC Sachsen Leipzig var en tysk fotbollsklubb som grundades den 1 augusti 1990, som en förening mellan FC Grün-Weiß (BSG Chemie Leipzig) och FSV Olefine Böhlen. 
FC Sachsen Leipzig hemmaarena var Alfred-Kunze-Sportpark i stadsdelen Leutzsch i Leipzig. Alfred-Kunze-Sportpark var den traditionella hemmaarenan för BSG Chemie Leipzig, men hette mellan 1949 och 1992 Georg-Schwarz-Sportpark. FC Sachsen Leipzig spelade dock mellan åren 2004 och 2009 på Zentralstadion i Leipzig. 
FC Sachsen Leipzig upplöstes år 2011 efter flera år av ekonomiska problem. Klubben fick flera efterföljare, däribland ett nybildat BSG Chemie Leipzig och klubben SG Leipzig Leutzsch, som senare bytte namn till SG Sachsen Leipzig. SG Leipzig Leutzsch tog över Alfred-Kunze-Sportpark.
Av efterföljarna överlevde dock endast BSG Chemie Leipzig, som spelade i Regionalliga Nordost säsongen 2019-2020, tillsammans med ärkerivalen 1. FC Lokomotive Leipzig. Namnet Sachsen Leipzig lever dock vidare genom amatörfotbollsklubben LFV Sachsen Leipzig som grundades år 2014. Laget tränades av Michael Breitkopf under de första säsongerna. Michael Breitkopf var före detta tränare i FC Sachsen Leipzig. I den första spelartruppen ingick anfallaren Nico Breitkopf, som tidigare hade spelade för både FC Sachsen Leipzig och efterföljaren SG Sachsen Leipzig.